# Diospyros ranongensis
Diospyros ranongensis là một loài thực vật có hoa trong họ Thị. Loài này được Phengklai mô tả khoa học đầu tiên năm 2005.